# Körhinta (játékszer)
A körhinta egy vidámparkokban, vásárokban használatos szórakoztató játékszer. A szerkezet egy függőleges tengely körül forgó emelvény, melyre láncos üléseket vagy falovakat, kocsikat szerelnek. Az emberek az ülésekben vagy a falovon ülve együtt forognak a szerkezettel. A vidéki búcsúk és vándorcirkuszok időszakosan felállított körhintáit a népnyelv sergő vagy a német Ringelspiel szóból magyarosított ringlispíl néven emlegeti.

## Galéria

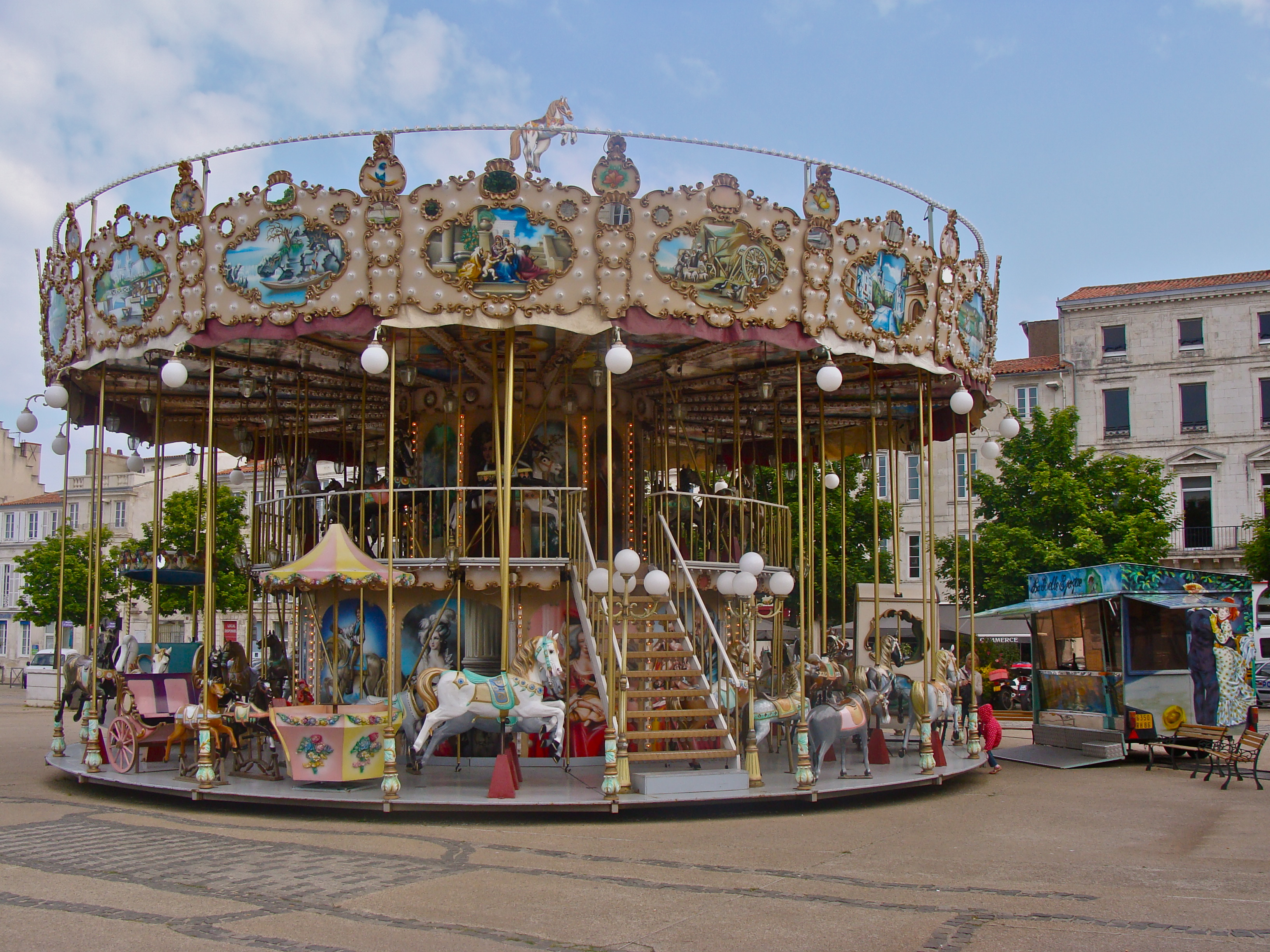
Klasszikus körhinta La Rochelle-ben, Franciaországban
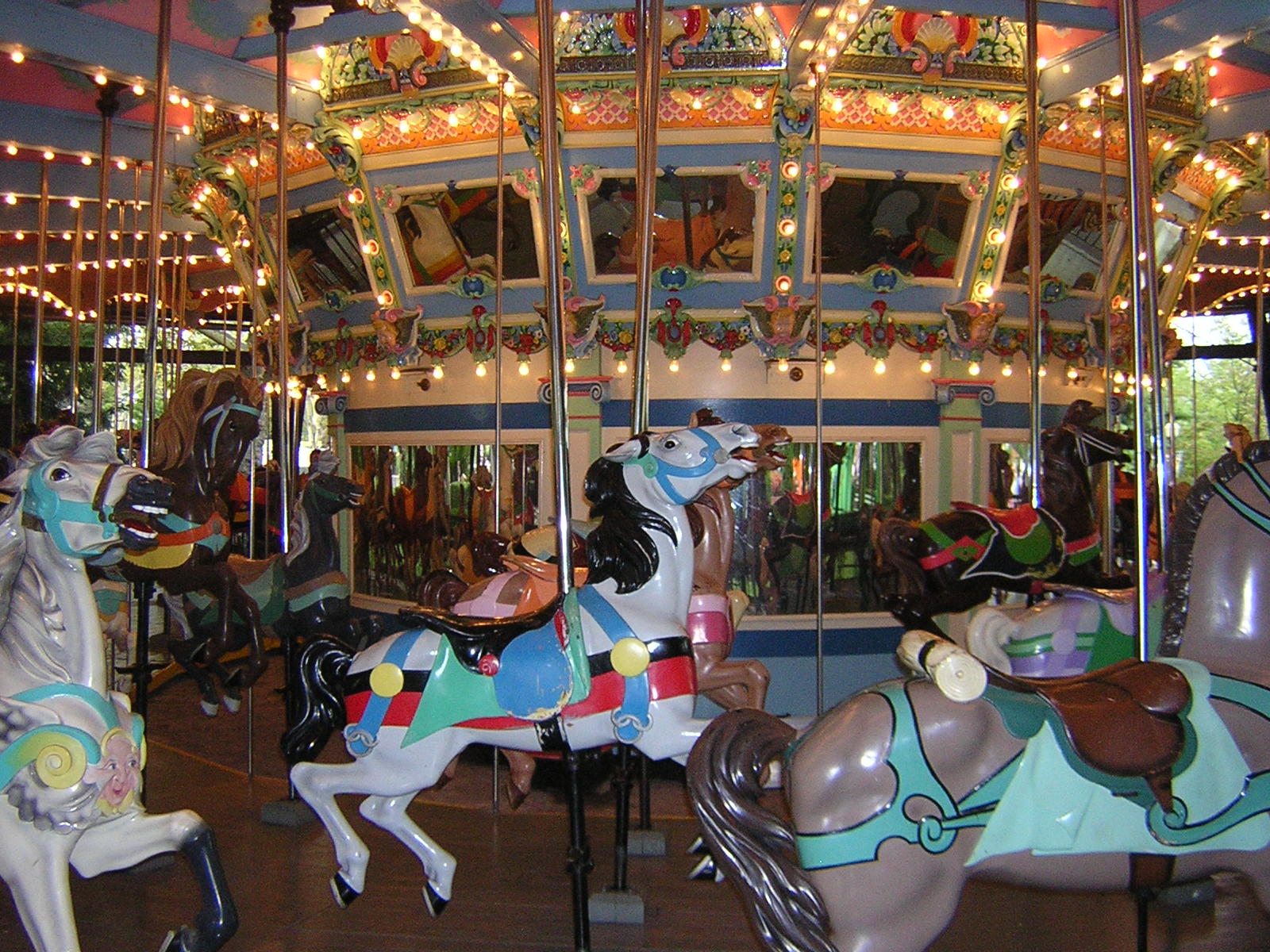
Falovak az amerikai West Mifflin vidámparkjának körhintáján
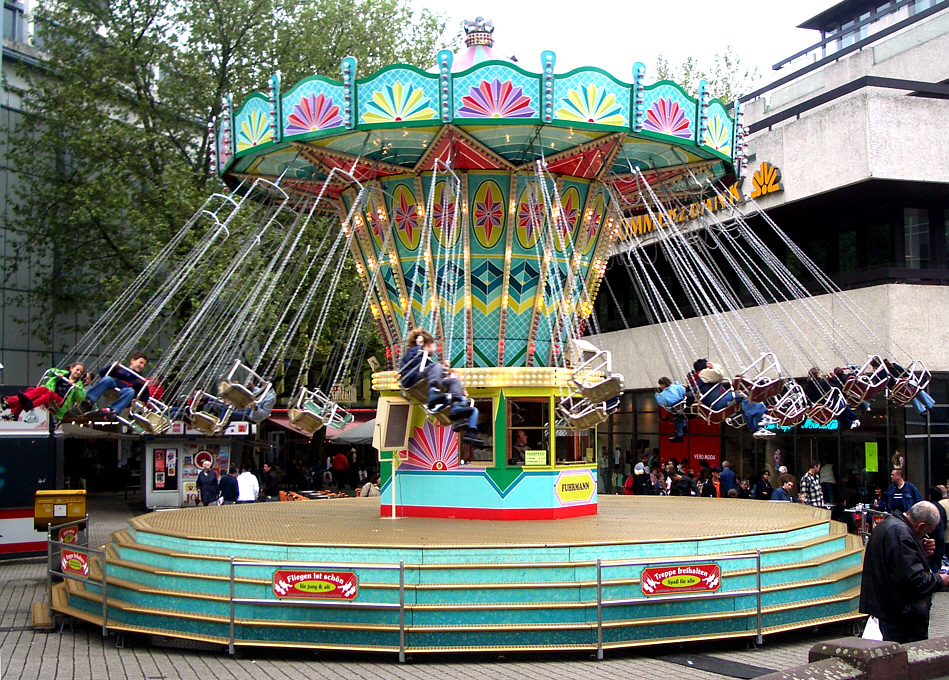
Láncos körhinta a németországi Wuppertalban

## Fordítás
- Ez a szócikk részben vagy egészben  a   Carousel című angol Wikipédia-szócikk fordításán alapul.  Az eredeti cikk szerkesztőit annak laptörténete sorolja fel. Ez a jelzés csupán a megfogalmazás eredetét és a szerzői jogokat jelzi, nem szolgál a cikkben szereplő információk forrásmegjelöléseként.
- Ez a szócikk részben vagy egészben  a   Karussell című német Wikipédia-szócikk fordításán alapul.  Az eredeti cikk szerkesztőit annak laptörténete sorolja fel. Ez a jelzés csupán a megfogalmazás eredetét és a szerzői jogokat jelzi, nem szolgál a cikkben szereplő információk forrásmegjelöléseként.